# Evolution EP
Evolution EP – drugi minialbum brytyjskiej grupy muzycznej I See Monstas, wydany 1 stycznia 2013 roku po zmianie nazwy zespołu.

## Lista utworów
1. "Evolution" - 3:57
2. "Nowhere" - 6:09
3. "Promises" - 4:40
4. "High Life" (I See MONSTAS & Valentino Khan) - 5:07